# January (Film)
Januari (bulgarisch: Януари, internationaler Titel: January) ist ein bulgarisches Mysterydrama mit Elementen des Horrorfilms und der absurden Komödie von Andrej Paunow. Es ist von einem Theaterstück von Jordan Raditschkow inspiriert. Das Spielfilmdebüt des eigentlichen Dokumentarfilmers feierte im September 2021 beim Golden Rose National Film Festival im bulgarischen Warna seine Premiere.

## Handlung
Mitten im Nirgendwo stecken fünf Männer in einem Schneesturm fest. Um in die Stadt zu gelangen, müssten sie einen Wald durchqueren, was bei diesem Wetter jedoch reiner Wahnsinn wäre. Da die Straße zugeschneit ist, könnte man sich schnell verirren und erfrieren. Auch die Wölfe sind hungrig und man hört sie die ganze Nacht heulen.

## Produktion

### Filmstab und Vorlage
Regie führte Andrej Paunow, der gemeinsam mit Alex Barrett auch das Drehbuch schrieb. January kann als ein Existenzdrama und eine Art Hommage an den Horrorfilm beschrieben werden, das gleichzeitig eine absurde Komödie darstellt. Es handelt sich nach mehreren Dokumentarfilmen um Paounovs Regiedebüt bei einem Spielfilm. Der Film ist von dem gleichnamigen Theaterstück des Nobelpreisträgers Jordan Raditschkow inspiriert, einem der stimmgewaltigsten Autoren Bulgariens des 20. Jahrhunderts.

### Besetzung und Dreharbeiten
Der bulgarisch-deutsche Schauspieler Samuel Finzi, der sowohl für das Theater als auch für den Film arbeitet, spielt im Film den Diener. Die anderen Männer werden von Jossif Sartschadschiew, Leonid Jowtschew, Sachari Bacharow und Swetoslaw Stojanow gespielt.

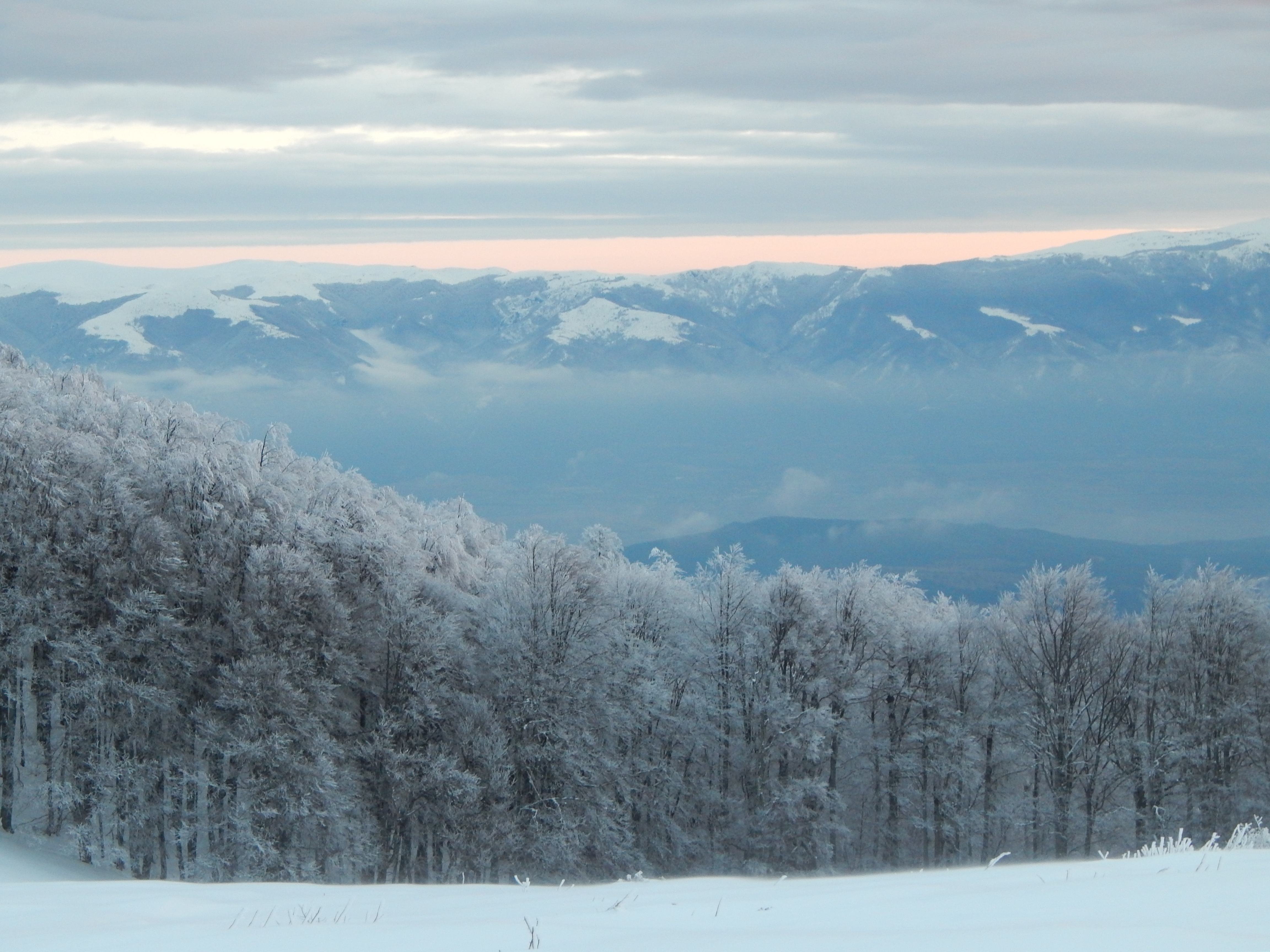
Gedreht wurde in der Sredna Gora

Gedreht wurde an 23 Tagen im Januar und Februar 2019 in der Sredna Gora, einer Gebirgskette, die sich in Bulgarien südlich des Balkangebirges erstreckt. Als Kameramann fungierte Vasco Viana.

### Filmmusik und Veröffentlichung
Die Filmmusik komponierte Ivo Paunov, der Bruder des Regisseurs.
Erste Vorstellungen des Films erfolgten ab dem 23. September 2021 beim Golden Rose National Film Festival im bulgarischen Warna. Im März 2022 wurde er beim Sofia International Film Festival gezeigt. Im April 2022 wurde er beim Festival des mittel- und osteuropäischen Films goEast vorgestellt.

## Auszeichnungen
goEast – Festival des mittel- und osteuropäischen Films 2022
- Nominierung für die „Goldene Lilie“ im Wettbewerb[9]

Sofia Film Festival 2022
- Nominierung im internationalen Wettbewerb
- Auszeichnung für die Beste Regie (Andrej Paunow)[10][11]